# عشيبية لولبية حديثة ترابية
عشيبية لولبية حديثة ترابية (الاسم العلمي: Herbaspirillum soli) هي نوع من البكتيريا، سلبية الغرام، تتبع العشبية حليزنية.